# Cumbrisch
Cumbrisch was de Brits-Keltische taal die werd gesproken in Cumbrië, een gebied dat overeenkomt met Noord-Engeland en Zuid-Schotland. Deze taal stierf uit rond de 12e eeuw. In de hedendaagse taal vinden we nog een zeldzaam spoor van het Cumbrisch terug in die streek. Het werd weleens Noord-Welsh genoemd, terwijl men het Cornisch weleens Zuid-Welsh noemde.
Veel weten we niet over deze taal. Er zijn wat plaatsnamen in Latijnse teksten teruggevonden, maar voor de rest is de taal hoegenaamd onbekend. Het Cumbrisch had wat sporen in zich van het Pictisch, en – al was dat iets beperkter – van het Cornisch. In de loop der tijd zouden enkele woorden uit het Gaelisch zelfs in de taal zijn doorgedrongen.
Algemeen stelt men dat het uiteenvallen van de Oud Britse taal in verschillende dialecten, begon rond de 5e eeuw. Cornisch zal zich zo waarschijnlijk steeds meer van de Welshe grammatica hebben verwijderd en zich hebben ontwikkeld tot een min of meer onafhankelijke taal, die op haar hoogtepunt zo’n 30.000 sprekers zou kunnen hebben gehad.
Ook is het mogelijk – en dat stelt de wetenschap voor problemen – dat deze taal gewoon een dialect was van het Welsh, en we helemaal niet van een afgescheiden dialect kunnen spreken. Erg veel zekerheid hieromtrent is er niet, maar vele deskundigen menen dat de taal zich rond de tijd van haar uitsterven in een toestand bevond, waarin afscheiding van het Welsh mogelijk was.
Er zijn slechts een vijftigtal woorden die op etymologisch vlak verband houden met een woord uit een andere taal bekend, en daardoor is er slechts zeer weinig informatie over het Cumbrisch beschikbaar.